# Stade Jorge Calero Suárez
Le stade Jorge Calero Suárez est un stade multifonctionnel de Metapán au Salvador. 
Il est actuellement utilisé principalement pour le football et les matchs à domicile est[pas clair] le stade d'AD Isidro Metapán. Le stade peut contenir 8 000 personnes.